# .mu
.mu is het achtervoegsel van domeinnamen van Mauritius.
.mu is lid van CoCCA, een groep die voor een aantal TLD gemeenschappelijk de registratie verzorgt. De ander TLD's in deze groep zijn: .af, .cx, .dm, .gs, .ki, .mn, .na, .nf en .tl